# Liga Mundial de Voleibol de 1993
A Liga Mundial de Voleibol de 1993 foi a quarta edição do torneio anual organizado pela Federação Internacional de Voleibol. Foi disputada por doze países, de 21 de maio a 31 de julho. A fase final foi realizada em São Paulo, no Brasil. A seleção anfitriã quebrou a sequência da Itália, conquistando seu primeiro título na competição.

## Fórmula de disputa
Na primeira fase, as doze equipes foram divididas em dois grupos com seis equipes cada. Os times jogaram quatro vezes contra cada um dos outros de seu grupo (duas como mandante e duas como visitante). Classificaram-se para a fase final disputada em São Paulo, o Brasil (país-sede da fase final) os campeões de cada grupo e o melhor segundo colocado.
Na fase final, as equipes se enfrentaram em cruzamento olímpico (primeiro de um grupo contra o segundo do outro) nas semifinais em jogo único. As equipes derrotadas disputaram o terceiro lugar em partida única; as vitoriosas, o título.

## Grupos
As equipes que participaram da edição de 1993 da Liga Mundial integraram os seguintes grupos:
| Grupo A                                                      | Grupo B                                                           |
| ------------------------------------------------------------ | ----------------------------------------------------------------- |
| Alemanha · Brasil · Estados Unidos · Grécia · Japão · Rússia | China · Coreia do Sul · Cuba · Finlândia · Itália · Países Baixos |

## Fase intercontinental

### Grupo A
|     |                |     | Jogos | Jogos | Jogos | Sets | Sets | Sets  | Pontos | Pontos | Pontos |
| Pos | Equipe         | Pts | T     | V     | D     | V    | P    | R     | V      | P      | R      |
| --- | -------------- | --- | ----- | ----- | ----- | ---- | ---- | ----- | ------ | ------ | ------ |
| 1   | Rússia         | 36  | 20    | 16    | 4     | 51   | 23   | 2.217 | 993    | 780    | 1.273  |
| 2   | Brasil         | 35  | 20    | 15    | 5     | 52   | 18   | 2.889 | 987    | 702    | 1.406  |
| 3   | Japão          | 30  | 20    | 10    | 10    | 36   | 41   | 0.878 | 892    | 913    | 0.977  |
| 4   | Alemanha       | 29  | 20    | 9     | 11    | 32   | 42   | 0.762 | 851    | 920    | 0.925  |
| 5   | Estados Unidos | 27  | 20    | 7     | 13    | 30   | 44   | 0.682 | 837    | 938    | 0.892  |
| 6   | Grécia         | 23  | 20    | 3     | 17    | 21   | 54   | 0.389 | 703    | 1010   | 0.696  |

1ª rodada
| Data |          | Placar |                | 1º Set | 2º Set | 3º Set | 4º Set | 5º Set | Total |
| ---- | -------- | ------ | -------------- | ------ | ------ | ------ | ------ | ------ | ----- |
|      | Rússia   | 3–0    | Estados Unidos | 15-6   | 15-9   | 15-8   |        |        | 45-23 |
|      | Rússia   | 3–2    | Estados Unidos | 15-6   | 6-15   | 15-9   | 11-15  | 15-12  | 62-57 |
|      | Japão    | 3–2    | Grécia         | 11-15  | 15-12  | 15-5   | 4-15   | 15-13  | 60-60 |
|      | Japão    | 3–0    | Grécia         | 15-5   | 15-10  | 15-6   |        |        | 45-21 |
|      | Alemanha | 3–1    | Brasil         | 15-10  | 15-12  | 7-15   | 15-13  |        | 52-50 |
|      | Alemanha | 3–2    | Brasil         | 17-15  | 2-15   | 11-15  | 17-15  | 17-15  | 64-75 |

2ª rodada
| Data |                | Placar |          | 1º Set | 2º Set | 3º Set | 4º Set | 5º Set | Total |
| ---- | -------------- | ------ | -------- | ------ | ------ | ------ | ------ | ------ | ----- |
|      | Rússia         | 3–0    | Alemanha | 15-9   | 15-11  | 15-9   |        |        | 45-29 |
|      | Rússia         | 3–0    | Alemanha | 15-5   | 15-3   | 15-13  |        |        | 45-21 |
|      | Estados Unidos | 1–3    | Japão    | 13-15  | 15-11  | 9-15   | 13-15  |        | 50-56 |
|      | Estados Unidos | 3–2    | Japão    | 7-15   | 4-15   | 15-10  | 15-2   | 15-13  | 56-55 |
|      | Grécia         | 0–3    | Brasil   | 9-15   | 8-15   | 6-15   |        |        | 23-45 |
|      | Grécia         | 1–3    | Brasil   | 15-6   | 5-15   | 6-15   | 6-15   |        | 31-51 |

3ª rodada
| Data |                | Placar |          | 1º Set | 2º Set | 3º Set | 4º Set | 5º Set | Total |
| ---- | -------------- | ------ | -------- | ------ | ------ | ------ | ------ | ------ | ----- |
|      | Brasil         | 3–1    | Japão    | 13-15  | 15-7   | 17-16  | 15-13  |        | 60-51 |
|      | Brasil         | 3–0    | Japão    | 15-12  | 16-14  | 15-11  |        |        | 47-37 |
|      | Estados Unidos | 3–0    | Alemanha | 15-6   | 15-9   | 15-12  |        |        | 45-27 |
|      | Estados Unidos | 3–1    | Alemanha | 13-15  | 15-11  | 15-13  | 15-7   |        | 58-46 |
|      | Grécia         | 0–3    | Rússia   | 11-15  | 8-15   | 0-15   |        |        | 19-45 |
|      | Grécia         | 2–3    | Rússia   | 15-10  | 7-15   | 15-11  | 9-15   | 12-15  | 58-66 |

4ª rodada
| Data |          | Placar |                | 1º Set | 2º Set | 3º Set | 4º Set | 5º Set | Total |
| ---- | -------- | ------ | -------------- | ------ | ------ | ------ | ------ | ------ | ----- |
|      | Brasil   | 3–0    | Grécia         | 15-6   | 15-4   | 15-4   |        |        | 45-14 |
|      | Brasil   | 3–0    | Grécia         | 15-7   | 15-10  | 15-6   |        |        | 45-23 |
|      | Japão    | 1–3    | Rússia         | 11-15  | 15-9   | 15-17  | 7-15   |        | 48-56 |
|      | Japão    | 0–3    | Rússia         | 5-15   | 10-15  | 7-15   |        |        | 22-45 |
|      | Alemanha | 3–1    | Estados Unidos | 15-8   | 15-8   | 13-15  | 15-7   |        | 58-38 |
|      | Alemanha | 3–0    | Estados Unidos | 15-10  | 15-7   | 15-5   |        |        | 45-22 |

5ª rodada
| Data |          | Placar |                | 1º Set | 2º Set | 3º Set | 4º Set | 5º Set | Total |
| ---- | -------- | ------ | -------------- | ------ | ------ | ------ | ------ | ------ | ----- |
|      | Brasil   | 3–0    | Estados Unidos | 15-11  | 15-10  | 15-6   |        |        | 45-27 |
|      | Brasil   | 3–0    | Estados Unidos | 15-9   | 15-9   | 15-1   |        |        | 45-19 |
|      | Alemanha | 0–3    | Rússia         | 10-15  | 11-15  | 6-15   |        |        | 27-45 |
|      | Alemanha | 1–3    | Rússia         | 15-10  | 7-15   | 10-15  | 10-15  |        | 42-55 |
|      | Grécia   | 3–1    | Japão          | 15-12  | 13-15  | 15-5   | 16-14  |        | 59-46 |
|      | Grécia   | 2–3    | Japão          | 15-3   | 11-15  | 12-15  | 16-14  | 13-15  | 67-62 |

6ª rodada
| Data |                | Placar |        | 1º Set | 2º Set | 3º Set | 4º Set | 5º Set | Total |
| ---- | -------------- | ------ | ------ | ------ | ------ | ------ | ------ | ------ | ----- |
|      | Rússia         | 3–1    | Brasil | 15-10  | 17-15  | 12-15  | 15-13  |        | 59-53 |
|      | Rússia         | 3–1    | Brasil | 15-10  | 15-8   | 10-15  | 15-12  |        | 55-45 |
|      | Alemanha       | 3–1    | Japão  | 16-14  | 15-12  | 7-15   | 16-14  |        | 54-55 |
|      | Alemanha       | 1–3    | Japão  | 15-13  | 8-15   | 4-15   | 9-15   |        | 36-58 |
|      | Estados Unidos | 3–0    | Grécia | 15-7   | 15-11  | 15-3   |        |        | 45-21 |
|      | Estados Unidos | 3–0    | Grécia | 15-7   | 15-5   | 15-12  |        |        | 45-24 |

7ª rodada
| Data |                | Placar |        | 1º Set | 2º Set | 3º Set | 4º Set | 5º Set | Total |
| ---- | -------------- | ------ | ------ | ------ | ------ | ------ | ------ | ------ | ----- |
|      | Japão          | 0–3    | Brasil | 11-15  | 9-15   | 11-15  |        |        | 31-45 |
|      | Japão          | 3–2    | Brasil | 13-15  | 15-5   | 15-8   | 6-15   | 15-11  | 64-54 |
|      | Alemanha       | 3–1    | Grécia | 15-7   | 15-7   | 3-15   | 15-5   |        | 48-34 |
|      | Alemanha       | 3–2    | Grécia | 15-13  | 16-14  | 13-15  | 5-15   | 15-13  | 64-70 |
|      | Estados Unidos | 2–3    | Rússia | 15-8   | 15-6   | 13-15  | 12-15  | 11-15  | 66-59 |
|      | Estados Unidos | 3–2    | Rússia | 2-15   | 7-15   | 15-9   | 15-13  | 15-11  | 54-63 |

8ª rodada
| Data |                | Placar |          | 1º Set | 2º Set | 3º Set | 4º Set | 5º Set | Total |
| ---- | -------------- | ------ | -------- | ------ | ------ | ------ | ------ | ------ | ----- |
|      | Rússia         | 3–0    | Grécia   | 15-2   | 15-13  | 15-8   |        |        | 45-23 |
|      | Rússia         | 3–1    | Grécia   | 15-11  | 8-15   | 15-4   | 15-8   |        | 53-38 |
|      | Japão          | 3–0    | Alemanha | 15-2   | 15-3   | 15-10  |        |        | 45-15 |
|      | Japão          | 3–2    | Alemanha | 15-11  | 9-15   | 15-10  | 10-15  | 15-12  | 64-63 |
|      | Estados Unidos | 0–3    | Brasil   | 7-15   | 5-15   | 3-15   |        |        | 15-45 |
|      | Estados Unidos | 1–3    | Brasil   | 12-15  | 15-9   | 13-15  | 7-15   |        | 47-54 |

9ª rodada
| Data |        | Placar |                | 1º Set | 2º Set | 3º Set | 4º Set | 5º Set | Total |
| ---- | ------ | ------ | -------------- | ------ | ------ | ------ | ------ | ------ | ----- |
|      | Rússia | 1–3    | Japão          | 9-15   | 15-7   | 5-15   | 12-15  |        | 41-52 |
|      | Rússia | 3–0    | Japão          | 15-2   | 15-2   | 15-5   |        |        | 45-9  |
|      | Brasil | 3–0    | Alemanha       | 15-3   | 15-5   | 15-6   |        |        | 45-14 |
|      | Brasil | 3–0    | Alemanha       | 15-8   | 15-2   | 15-3   |        |        | 45-13 |
|      | Grécia | 3–0    | Estados Unidos | 15-13  | 17-15  | 15-9   |        |        | 47-37 |
|      | Grécia | 3–2    | Estados Unidos | 15-11  | 15-11  | 9-15   | 15-17  | 17-15  | 71-69 |

10ª rodada
| Data |        | Placar |                | 1º Set | 2º Set | 3º Set | 4º Set | 5º Set | Total |
| ---- | ------ | ------ | -------------- | ------ | ------ | ------ | ------ | ------ | ----- |
|      | Brasil | 3–0    | Rússia         | 15-13  | 15-8   | 15-8   |        |        | 45-29 |
|      | Brasil | 3–0    | Rússia         | 17-15  | 16-14  | 15-5   |        |        | 48-34 |
|      | Japão  | 0–3    | Estados Unidos | 8-15   | 4-15   | 13-15  |        |        | 25-45 |
|      | Japão  | 3–0    | Estados Unidos | 15-4   | 15-7   | 15-8   |        |        | 45-19 |
|      | Grécia | 1–3    | Alemanha       | 10-15  | 15-9   | 13-15  | 7-15   |        | 45-54 |
|      | Grécia | 0–3    | Alemanha       | 5-15   | 6-15   | 10-15  |        |        | 21-45 |

### Grupo B
|     |               |     | Jogos | Jogos | Jogos | Sets | Sets | Sets  | Pontos | Pontos | Pontos |
| Pos | Equipe        | Pts | T     | V     | D     | V    | P    | R     | V      | P      | R      |
| --- | ------------- | --- | ----- | ----- | ----- | ---- | ---- | ----- | ------ | ------ | ------ |
| 1   | Itália        | 39  | 20    | 19    | 1     | 59   | 14   | 4.214 | 1042   | 694    | 1.501  |
| 2   | Cuba          | 36  | 20    | 16    | 4     | 53   | 20   | 2.650 | 1008   | 740    | 1.362  |
| 3   | Países Baixos | 30  | 20    | 10    | 10    | 42   | 33   | 1.273 | 927    | 880    | 1.053  |
| 4   | China         | 29  | 20    | 9     | 11    | 36   | 40   | 0.900 | 897    | 954    | 0.940  |
| 5   | Coreia do Sul | 25  | 20    | 5     | 15    | 18   | 49   | 0.367 | 713    | 892    | 0.799  |
| 6   | Finlândia     | 21  | 20    | 1     | 19    | 5    | 57   | 0.088 | 480    | 907    | 0.529  |

1ª rodada
| Data |               | Placar |               | 1º Set | 2º Set | 3º Set | 4º Set | 5º Set | Total |
| ---- | ------------- | ------ | ------------- | ------ | ------ | ------ | ------ | ------ | ----- |
|      | Itália        | 3–0    | Países Baixos | 15–6   | 15–3   | 15–10  |        |        | 45–19 |
|      | Itália        | 3–2    | Países Baixos | 13–15  | 5–15   | 15–5   | 15–10  | 15–7   | 63–52 |
|      | Cuba          | 2–3    | China         | 13–15  | 12–15  | 15–8   | 15–3   | 16–18  | 71–59 |
|      | Cuba          | 3–0    | China         | 15–11  | 15–12  | 15–3   |        |        | 45–26 |
|      | Coreia do Sul | 3–0    | Finlândia     | 15–5   | 15–7   | 15–2   |        |        | 45–14 |
|      | Coreia do Sul | 3–0    | Finlândia     | 15–7   | 15–7   | 15–7   |        |        | 45–21 |

2ª rodada
| Data |           | Placar |               | 1º Set | 2º Set | 3º Set | 4º Set | 5º Set | Total |
| ---- | --------- | ------ | ------------- | ------ | ------ | ------ | ------ | ------ | ----- |
|      | Itália    | 3–1    | Cuba          | 8–15   | 15–11  | 15–12  | 15–5   |        | 53–43 |
|      | Itália    | 2–3    | Cuba          | 15–3   | 10–15  | 8–15   | 15–13  | 20–22  | 68–68 |
|      | China     | 3–2    | Países Baixos | 13–15  | 14–16  | 15–11  | 15–13  | 15–5   | 72–60 |
|      | China     | 1–3    | Países Baixos | 8–15   | 10–15  | 15–6   | 9–15   |        | 42–51 |
|      | Finlândia | 0–3    | Coreia do Sul | 9–15   | 9–15   | 5–15   |        |        | 23–45 |
|      | Finlândia | 3–0    | Coreia do Sul | 17–15  | 15–5   | 15–10  |        |        | 47–30 |

3ª rodada
| Data |               | Placar |           | 1º Set | 2º Set | 3º Set | 4º Set | 5º Set | Total |
| ---- | ------------- | ------ | --------- | ------ | ------ | ------ | ------ | ------ | ----- |
|      | Cuba          | 3–0    | Finlândia | 15–7   | 15–10  | 15–5   |        |        | 45–22 |
|      | Cuba          | 3–0    | Finlândia | 15–11  | 15–5   | 15–5   |        |        | 45–21 |
|      | Países Baixos | 1–3    | Itália    | 6–15   | 8–15   | 15–13  | 7–15   |        | 36–58 |
|      | Países Baixos | 1–3    | Itália    | 15–13  | 10–15  | 9–15   | 5–15   |        | 39–58 |
|      | Coreia do Sul | 1–3    | China     | 10–15  | 15–5   | 6–15   | 14–16  |        | 45–51 |
|      | Coreia do Sul | 3–2    | China     | 11–15  | 15–8   | 2–15   | 15–9   | 15–12  | 58–59 |

4ª rodada
| Data |               | Placar |               | 1º Set | 2º Set | 3º Set | 4º Set | 5º Set | Total |
| ---- | ------------- | ------ | ------------- | ------ | ------ | ------ | ------ | ------ | ----- |
|      | Itália        | 3–2    | China         | 13–15  | 13–15  | 15–6   | 16–14  | 19–17  | 76–67 |
|      | Itália        | 3–0    | China         | 15–10  | 15–6   | 15–11  |        |        | 45–27 |
|      | Coreia do Sul | 3–2    | Países Baixos | 15–12  | 13–15  | 6–15   | 16–14  | 15–10  | 65–66 |
|      | Coreia do Sul | 0–3    | Países Baixos | 8–15   | 6–15   | 6–15   |        |        | 20–45 |
|      | Finlândia     | 1–3    | Cuba          | 6–15   | 8–15   | 15–10  | 9–15   |        | 38–55 |
|      | Finlândia     | 0–3    | Cuba          | 13–15  | 8–15   | 3–15   |        |        | 24–45 |

5ª rodada
| Data |               | Placar |               | 1º Set | 2º Set | 3º Set | 4º Set | 5º Set | Total |
| ---- | ------------- | ------ | ------------- | ------ | ------ | ------ | ------ | ------ | ----- |
|      | Itália        | 3–0    | Coreia do Sul | 15–13  | 15–12  | 15–12  |        |        | 45–37 |
|      | Itália        | 3–0    | Coreia do Sul | 15–6   | 15–9   | 15–12  |        |        | 45–27 |
|      | Países Baixos | 1–3    | Cuba          | 12–15  | 15–11  | 10–15  | 8–15   |        | 45–56 |
|      | Países Baixos | 1–3    | Cuba          | 3–15   | 16–14  | 8–15   | 4–15   |        | 31–59 |
|      | China         | 3–0    | Finlândia     | 15–11  | 15–8   | 15–5   |        |        | 45–24 |
|      | China         | 3–0    | Finlândia     | 15–11  | 15–4   | 15–6   |        |        | 45–21 |

6ª rodada
| Data |               | Placar |               | 1º Set | 2º Set | 3º Set | 4º Set | 5º Set | Total |
| ---- | ------------- | ------ | ------------- | ------ | ------ | ------ | ------ | ------ | ----- |
|      | Cuba          | 3–0    | Coreia do Sul | 15–3   | 15–4   | 15–11  |        |        | 45–18 |
|      | Cuba          | 3–0    | Coreia do Sul | 15–8   | 15–4   | 15–11  |        |        | 45–23 |
|      | Países Baixos | 3–1    | China         | 15–6   | 15–11  | 14–16  | 15–6   |        | 59–39 |
|      | Países Baixos | 3–0    | China         | 15–7   | 15–6   | 15–8   |        |        | 45–21 |
|      | Finlândia     | 0–3    | Itália        | 4–15   | 6–15   | 6–15   |        |        | 16–45 |
|      | Finlândia     | 0–3    | Itália        | 7–15   | 7–15   | 2–15   |        |        | 16–45 |

7ª rodada
| Data |               | Placar |               | 1º Set | 2º Set | 3º Set | 4º Set | 5º Set | Total |
| ---- | ------------- | ------ | ------------- | ------ | ------ | ------ | ------ | ------ | ----- |
|      | Cuba          | 3–2    | Países Baixos | 10–15  | 16–14  | 12–15  | 15–12  | 15–13  | 68–69 |
|      | Cuba          | 3–0    | Países Baixos | 15–3   | 15–12  | 15–11  |        |        | 45–26 |
|      | Coreia do Sul | 0–3    | Itália        | 9–15   | 9–15   | 10–15  |        |        | 28–45 |
|      | Coreia do Sul | 0–3    | Itália        | 12–15  | 9–15   | 10–15  |        |        | 31–45 |
|      | Finlândia     | 0–3    | China         | 5–15   | 3–15   | 8–15   |        |        | 16–45 |
|      | Finlândia     | 1–3    | China         | 11–15  | 13–15  | 15–9   | 11–15  |        | 50–54 |

8ª rodada
| Data |               | Placar |           | 1º Set | 2º Set | 3º Set | 4º Set | 5º Set | Total |
| ---- | ------------- | ------ | --------- | ------ | ------ | ------ | ------ | ------ | ----- |
|      | Países Baixos | 3–0    | Finlândia | 15–8   | 15–11  | 15–11  |        |        | 45–30 |
|      | Países Baixos | 3–0    | Finlândia | 15–3   | 15–3   | 17–16  |        |        | 47–22 |
|      | China         | 1–3    | Itália    | 15–13  | 13–15  | 8–15   | 4–15   |        | 40–58 |
|      | China         | 1–3    | Itália    | 15–9   | 10–15  | 13–15  | 3–15   |        | 41–54 |
|      | Coreia do Sul | 0–3    | Cuba      | 10–15  | 7–15   | 10–15  |        |        | 27–45 |
|      | Coreia do Sul | 0–3    | Cuba      | 5–15   | 11–15  | 11–15  |        |        | 27–45 |

9ª rodada
| Data |               | Placar |               | 1º Set | 2º Set | 3º Set | 4º Set | 5º Set | Total |
| ---- | ------------- | ------ | ------------- | ------ | ------ | ------ | ------ | ------ | ----- |
|      | Itália        | 3–0    | Finlândia     | 15–9   | 15–2   | 15–0   |        |        | 45–11 |
|      | Itália        | 3–0    | Finlândia     | 15–6   | 15–3   | 15–4   |        |        | 45–13 |
|      | Países Baixos | 3–0    | Coreia do Sul | 15–8   | 15–8   | 15–12  |        |        | 45–28 |
|      | Países Baixos | 3–1    | Coreia do Sul | 15–7   | 11–15  | 15–6   | 15–10  |        | 56–38 |
|      | China         | 1–3    | Cuba          | 3–15   | 13–15  | 15–10  | 7–15   |        | 38–55 |
|      | China         | 0–3    | Cuba          | 6–15   | 8–15   | 7–15   |        |        | 21–45 |

10ª rodada
| Data |           | Placar |               | 1º Set | 2º Set | 3º Set | 4º Set | 5º Set | Total |
| ---- | --------- | ------ | ------------- | ------ | ------ | ------ | ------ | ------ | ----- |
|      | Cuba      | 1–3    | Itália        | 11–15  | 5–15   | 15–6   | 8–15   |        | 39–51 |
|      | Cuba      | 1–3    | Itália        | 11–15  | 15–8   | 12–15  | 6–15   |        | 44–53 |
|      | China     | 3–1    | Coreia do Sul | 15–8   | 13–15  | 15–11  | 15–7   |        | 58–41 |
|      | China     | 3–0    | Coreia do Sul | 17–15  | 15–13  | 15–7   |        |        | 47–35 |
|      | Finlândia | 0–3    | Países Baixos | 7–15   | 9–15   | 5–15   |        |        | 21–45 |
|      | Finlândia | 0–3    | Países Baixos | 11–15  | 14–16  | 5–15   |        |        | 30–46 |

## Fase final
|  | Semifinais  | Semifinais  |   |             | Final       | Final |  |
|  |             |             |   |             |             |       |  |
|  | 30 de julho |             |   |             |             |       |  |
|  | Brasil      | 3           |   |             |             |       |  |
|  | Itália      | 0           |   |             |             |       |  |
|  |             |             |   |             |             |       |  |
|  |             |             |   |             | 31 de julho |       |  |
|  |             |             |   |             | Brasil      | 3     |  |
|  |             | Rússia      | 0 |             |             |       |  |
|  |             |             |   |             |             |       |  |
|  |             |             |   |             |             |       |  |
|  |             |             |   |             | 3º lugar    |       |  |
|  | 30 de julho | 30 de julho |   | 31 de julho | 31 de julho |       |  |
|  | Rússia      | 3           |   | Itália      | 3           |       |  |
|  | Cuba        | 1           |   |             | Cuba        | 0     |  |

### Semifinais
| Data   |        | Placar |        | 1º Set | 2º Set | 3º Set | 4º Set | 5º Set | Total |
| ------ | ------ | ------ | ------ | ------ | ------ | ------ | ------ | ------ | ----- |
| 30 jul | Brasil | 3–0    | Itália | 15–11  | 15–11  | 15–9   |        |        | 45–31 |
| 30 jul | Rússia | 3–1    | Cuba   | 15–10  | 15–13  | 12–15  | 15–9   |        | 57–47 |

### Disputa de 3º lugar
| Data   |        | Placar |      | 1º Set | 2º Set | 3º Set | 4º Set | 5º Set | Total |
| ------ | ------ | ------ | ---- | ------ | ------ | ------ | ------ | ------ | ----- |
| 31 jul | Itália | 3–0    | Cuba | 15–12  | 15–11  | 15–12  |        |        | 45–35 |

### Final
| Data   |        | Placar |        | 1º Set | 2º Set | 3º Set | 4º Set | 5º Set | Total |
| ------ | ------ | ------ | ------ | ------ | ------ | ------ | ------ | ------ | ----- |
| 31 jul | Brasil | 3–0    | Rússia | 15–2   | 15–13  | 15–9   |        |        | 45–24 |

## Classificação final
| Posição        | Equipe         |
| -------------- | -------------- |
| Campeão        | Brasil         |
| Vice-campeão   | Rússia         |
| Terceiro lugar | Itália         |
| 4              | Cuba           |
| 5              | Países Baixos  |
| 6              | Japão          |
| 7              | China          |
| 8              | Alemanha       |
| 9              | Estados Unidos |
| 10             | Coreia do Sul  |
| 11             | Grécia         |
| 12             | Finlândia      |

## Prêmios individuais
| Melhor atacante | Melhor bloqueador | Melhor sacador | Melhor levantador | Melhor recepção | Melhor defesa | MVP           |
| --------------- | ----------------- | -------------- | ----------------- | --------------- | ------------- | ------------- |
| Dmitriy Fomin   | Oleg Shatunov     | Dmitriy Fomin  | Maurício Lima     | Kid             | Damiano Pippi | Giovane Gávio |